# Kabaddi
Kabaddi är en lagsport med ursprung i Punjab i Indien och som är populär i södra och sydvästra Asien, Japan och Iran. Den är nationalsport i Bangladesh och traditionell lagsport i Pakistan. Flera varianter av sporten förekommer, och den utförs både inomhus och utomhus.

## Regler
Två lag med sju spelare vardera (plus fem reserver) har var sin halva av spelplanen, som är 12,5x10 meter. En match består av två halvlekar om 20 minuter och lagen byter planhalva efter första halvlek. Lagen turas om att springa in på motståndarlagets planhalva och attackera eller brotta ner en motståndare för att sedan springa tillbaka igen. Den grundläggande idén med spelet är att få poäng genom att plundra på motståndarna planhalva och röra så många försvarsspelare som möjligt utan att bli fångad; allt på ett enda andetag. Under spelet kallas spelarna på den defensiva sidan Antis (försvarare) medan spelaren i attackerande laget kallas Raider (utförare av räder). Det försvarande laget bildar en kedja för att hindra den anfallande spelaren från att komma tillbaka till sin egen planhalva. 
Kabaddi är kanske den enda kampsport där attack är ett individuellt försök, medan försvaret är ett grupparbete. Den antis som blir rörd av raider under attacken bedöms ut, om de inte lyckas fånga raidern innan han återvänder till sin hemmaplan. Om den anfallande spelaren tar ett andetag innan han når tillbaka till egen planhalva är han ute. För att raidern inte ska kunna andas, så är han tvungen att på utandningsluften oavbrutet rabbla kabaddi, kabaddi, därav namnet på sporten.  Varje gång en spelare åker ut får motståndarlaget en poäng.